# Коледж сиріт
Коледж сиріт (англ. The College Orphan) — американська комедійна драма режисера Вільяма С. Доулана 1915 року.

## У ролях
- Картер Де Хейвен — Джек Беннет-молодший
- Флора Паркер Де Гейвен — Дейзі Вудс
- Міс Едвардс — місіс Беннет
- Луїс Моррісон — містер Беннет
- Глорія Фонда — Ірма Брентвуд
- Вел Пол — Брюс Говард
- Лулі Варрентон — місіс Блендінг
- Вільям Кенвілд — містер Брентвуд
- Док Крейн — Сократ